# フジファミリーフーズ
株式会社フジファミリーフーズ（Fuji family Foods Co.,Ltd.）は、愛媛県松山市宮西に本社を置く外食事業者である。フジ・リテイリングの100%子会社で、主に親会社のフジが展開するショッピングセンター（フジグラン）や、ロードサイドに焼肉店など、店舗展開をしている。
広島県・山口県・四国4県に様々な形態の飲食店を110店舗を展開している。

## 沿革
- 1998年（平成10年） - フジの外食事業部門が分離独立され、「株式会社フジファミリーフーズ」設立。愛媛県、高知県、香川県、広島県、山口県に62店舗で事業開始。
- 2001年（平成13年） - 焼肉事業開始。
- 2003年(平成15年) - 100店舗達成。
- 2011年（平成23年） - ケンタッキー・フライド・チキン事業開始
- 2015年（平成27年） - 天丼てんや事業開始。
- 2017年（平成29年） - ドトールコーヒー事業開始。
- 2020年（令和2年） - 愛媛県、広島県、香川県にレーン焼肉業態　EX!じゃんじゃかを出店
- 2021年（令和3年） - 愛媛県にとんかつ専門業態「咲々亭」を出店。中四国初、ミスタードーナツ移動販売車でのドーナツ販売を開始。
- 2022年（令和4年） - 愛媛県に食堂スタイルの焼肉店「焼肉食堂炎蔵」を出店。

## 店舗

### 和食
- どんと
- どんじゃか
- かご花
- 咲々亭

### 焼肉
- じゃんじゃか
- EX!じゃんじゃか
- 焼肉食堂炎蔵[1]

### 洋食
- 珈琲伝説

### フードコート
- めんた（うどん店）
- アニー（クレープ・アイス）
- ミョンドンヤ（ビビンバ専門店）
- つるつる（麺・丼料理店）
- 麺屋 八兵衛（やきそば・丼）

### フライチャイズ店
- ミスタードーナツ
- ケンタッキーフライドチキン
- ドトールコーヒー
- 天丼てんや

## キャッシュレス決済
フジファミリーフーズ運営店舗では、フランチャイズ店・フードコート宇和島を除き下記のキャッシュレス決済が利用できる。
- VISA
- Mastercard
- JCB
- AMEX
- ディスカバー
- 銀聯
- iD
- 楽天Edy
- WAON
- nanaco
- QUICPay
- Suica
- Kitaca
- ICOCA
- PASMO
- toICa
- manaca
- SUGOCA
- nimoca
- はやかけん
- PayPay
- メルペイ
- ゆうちょPay
- LINE Pay
- d払い
- au PAY
- 楽天Pay
- Alipay
- WeChat Pay
- エフカマネー